# SHELLY GO ROUND
『SHELLY GO ROUND』（シェリー・ゴー・ラウンド）は、ニッポン放送でSHELLYがパーソナリティを務めたラジオ番組。放送期間は、2014年4月5日～2015年12月26日。

## 概要
これまでの「カッキーケムケム 突然ですが、お邪魔いたします」と「清水ミチコのミッチャン・インポッシブル」の枠を統合し、1時間半のラジオ番組枠としてスタートするもの。
この番組では、その日の放送で提示されたテーマに合った話をしながら、この番組が放送されているお昼の時間帯に合わせて選曲された音楽をかけるというトーク・音楽番組。
SHELLY自身は、2006年から2013年9月にJ-WAVEで「KISS AND HUG」という番組でパーソナリティーを務めた経験はあるが、初めてこの番組でAMラジオでのレギュラー番組を持つ。。
2014年6月7日は、SHELLYが虫垂炎による入院・療養に伴い欠席したため、「代打で GO ROUND」と題し、増山さやか・飯田浩司（共にニッポン放送アナウンサー）が代行パーソナリティを務めた。

スペシャルウィーク直前のため、特別番組の情報やリスナーのフリーメッセージ、リクエスト中心の編成となった。
2014年12月6日はサッカーJ1リーグ中継が急遽編成されたため、休止となった。
メールアドレスのアカウントの「busu」は「びっくり！ウキウキ！そんな！うそでしょ！」の頭文字から取っている。
原則として生放送だが、不定期で録音放送になる。違いとしては、交通情報の呼びかけをSHELLYではなく、スタジオ待機のアナウンサーが行う。また、CM枠にてフィラー音楽が挿入される。
SHELLYの産休入りに伴い、2015年12月26日をもって番組終了。

## 放送時間
- 毎週土曜 15:30-17:00（スポーツ中継等の関係で、短縮編成になる場合あり）

## パーソナリティ
- SHELLY

### 出演
- 箱崎みどり（ニッポン放送アナウンサー・ニュース、天気予報担当、放送開始 - 2015年3月）
- 増田みのり（ニッポン放送アナウンサー・ニュース、天気予報担当、2015年5月 - ）
- 2015年4月は増山さやかと飯田浩司が交代でニュースを担当。

タイムテーブル
▪️15:30 オープニング
▪️15:34 １曲目
▪️15:38  メール告知・募集
▪️15:41  賢者の選択(募集)
▪️15:47  2曲目
▪️15:51 ニッポン放送ニュース・天気予報
▪️15:54 ニッポン放送交通情報(九段センター)
▪️15:56 メール紹介
▪️16:00 4時のオープニング
▪️16:07 3曲目
▪️16:11 賢者の選択
▪️16:30 ニッポン放送交通情報(首都高)
▪️16:32 ミュージックハイウェイ
▪️16:43 メール紹介
▪️16:48 4曲目
▪️16:54 エンディング
▪️16:57 ニッポン放送交通情報(首都高)